# Ђизбаро (Козенца)
Ђизбаро је насеље у Италији у округу Козенца, региону Калабрија.
Према процени из 2011. у насељу је живело 20 становника. Насеље се налази на надморској висини од 1263 м.